# Чапаев, Юлиян
Юлиян Илиянов Чапаев (болг. Юлиян Илиянов Чапаев; родился 3 июля 1996 года, Плевен) — болгарский футболист, защитник.

## Клубная карьера
Юлиян начал карьеру в софийском ЦСКА, а затем отправился в дубль немецкого клуба «РБ Лейпциг». В 2016 году подписал контракт с клубом «Монтана» из одноимённого города. В чемпионате Болгарии защитник дебютировал 19 октября в матче против клуба «Дунав». Встреча завершилась вничью — 1:1.